# ديل هايمز
ديل هاثاواي هايمز (7 يونيو 1927 - 13 نوفمبر 2009) (بالإنجليزية: Dell Hathaway Hymes)‏ أنثروبولوجي ولغوي أمريكي متخصص في اللسانيات الاجتماعية. ارتكزت أبحاثه على اللغات الأصلية للأمريكتين في إقليم الشمال الغربي الهادئ. قام بإعداد نموذج (SPEAKING).